# Teoria de les catàstrofes
La teoria de les catàstrofes és un corpus teòric que intenta representar fenòmens naturals que, per les seves característiques discontínues, no poden ser descrits pel càlcul diferencial de manera satisfactòria. En aquest sentit, és un model matemàtic de la morfogènesi. Ha estat aplicada en disciplines científiques diverses, com ara la geologia, la hidrodinàmica, l'òptica, la fisiologia, la biologia, la psicologia o la lingüística.
Plantejada al final dels anys 1950 pel matemàtic francès René Thom −especialitzat en topologia diferencial− i molt difosa a partir de 1968, en la dècada dels 1970 va tenir gran auge en ser impulsada pels estudis de Christopher Zeeman. Té una especial aplicació en l'anàlisi del comportament competitiu i en els models de canvi organitzatiu i evolució social i sistèmica.